# 21858 Ґосал
21858 Ґосал (21858 Gosal) — астероїд головного поясу, відкритий 7 жовтня 1999 року.
Тіссеранів параметр щодо Юпітера — 3,269.